# Чемпионат СССР по конькобежному спорту в спринтерском многоборье
Чемпионат СССР по конькобежному спорту в спринтерском многоборье — соревнование по конькобежному спорту, проводившееся в 1970—1991 годах.

## Призёры

### Мужчины
| Год  | Дата         | Место      | Золото               | Серебро              | Бронза               |
| 1970 | 9/10-1-1970  | Медео      | Валерий Муратов      | Борис Гуляев         | Валерий Троицкий     |
| 1971 | 18/19-3-1971 | Свердловск | Валерий Муратов      | Михаил Мокрушин      | Владимир Комаров     |
| 1972 | 18/19-3-1972 | Коломна    | Валерий Муратов      | Владимир Комаров     | Виталий Вишняков     |
| 1973 | 4-3-1973     | Медео      | Валерий Муратов      | Владимир Комаров     | Владимир Кащей       |
| 1974 | 8/9-3-1974   | Свердловск | Владимир Кащей       | Александр Сафронов   | Сергей Марчук        |
| 1975 | 28/29-3-1975 | Медео      | Евгений Куликов      | Александр Сафронов   | Владимир Кащей       |
| 1976 | 3/4-4-1976   | Медео      | Евгений Куликов      | Валерий Муратов      | Андрей Маликов       |
| 1977 | 12/13-2-1977 | Медео      | Валерий Муратов      | Александр Сафронов   | Андрей Маликов       |
| 1978 | 1/2-4-1978   | Медео      | Владимир Лобанов     | Анатолий Меденников  | Борис Фомин          |
| 1979 | 3/4-4-1979   | Медео      | Анатолий Меденников  | Сергей Хлебников     | Владимир Кошелев     |
| 1980 | 24/25-1-1980 | Алма-Ата   | Анатолий Меденников  | Владимир Лобанов     | Евгений Куликов      |
| 1981 | 24/25-1-1981 | Москва     | Владимир Лобанов     | Анатолий Меденников  | Павел Пегов          |
| 1982 | 16/17-1-1982 | Москва     | Анатолий Меденников  | Сергей Хлебников     | Владимир Лобанов     |
| 1983 | 5/6-2-1983   | Москва     | Александр Данилин    | Сергей Хлебников     | Павел Пегов          |
| 1984 | 25/26-2-1984 | Москва     | Сергей Хлебников     | Павел Пегов          | Игорь Железовский    |
| 1985 | 3-2-1985     | Москва     | Игорь Железовский    | Борис Репнин         | Андрей Бахвалов      |
| 1986 | 25/26-1-1986 | Коломна    | Игорь Железовский    | Виталий Маковецкий   | Константин Кудрявцев |
| 1987 | 13-12-1986   | Медео      | Константин Кудрявцев | Константин Харитонов | Андрей Бахвалов      |
| 1988 | 18/19-3-1988 | Медео      | Борис Репнин         | Viktor Tsjupira      | Виталий Маковецкий   |
| 1989 | 3/4-2-1989   | Медео      | Игорь Железовский    | Андрей Бахвалов      | Сергей Фокичев       |
| 1990 | 9/10-2-1990  | Коломна    | Игорь Железовский    | Александр Климов     | Андрей Бахвалов      |
| 1991 | 5/6-2-1991   | Медео      | Игорь Железовский    | Андрей Бахвалов      | Вадим Шакшакбаев     |

#### Женщины
| Год    | Дата         | Место      | Золото              | Серебро                                                   | Бронза                       |
| 1970   | 9/10-1-1970  | Медео      | Нина Статкевич      | Татьяна Сидорова                                          | Вера Краснова                |
| 1971   | 18/19-3-1971 | Свердловск | Людмила Титова      | Татьяна Сидорова                                          | Вера Суровикина              |
| 1972   | 18/19-3-1972 | Свердловск | Людмила Титова      | Алла Буянова                                              | Вера Краснова                |
| 1973   | 4-3-1973     | Медео      | Татьяна Аверина     | Татьяна Шелехова                                          | Нина Статкевич               |
| 1974   | 8/9-3-1974   | Свердловск | Татьяна Аверина     | Любовь Садчикова                                          | Татьяна Шелехова             |
| 1975   | 28/29-3-1975 | Медео      | Татьяна Аверина     | Вера Брындзей                                             | Людмила Титова               |
| 1976   | 3/4-4-1976   | Медео      | Вера Краснова       | Галина Степанская                                         | Людмила Титова               |
| 1977   | 12/13-2-1977 | Медео      | Вера Краснова       | Любовь Садчикова                                          | Татьяна Полякова             |
| 1978   | 1/2-4-1978   | Медео      | Любовь Погодаева    | Людмила Вершинина Валентина Головенькина Любовь Садчикова | не присуждалось              |
| 1979   | 3/4-4-1979   | Медео      | Валентина Лаленкова | Наталья Петрусёва                                         | Халида Воробьёва             |
| 1981   | 24/25-1-1981 | Москва     | Наталья Петрусёва   | Татьяна Тарасова                                          | Людмила Болдырева-Машковцева |
| 1982   | 16/17-1-1982 | Москва     | Татьяна Тарасова    | Людмила Болдырева-Машковцева                              | Галина Панкова               |
| 1983   | 5/6-2-1983   | Москва     | Наталья Артамонова  | Людмила Болдырева-Машковцева                              | Татьяна Тарасова             |
| 1984   | 25/26-2-1984 | Москва     | Наталья Глебова     | Наталья Петрусёва                                         | Валентина Лаленкова          |
| 1985/1 | 3-2-1985     | Москва     | Валентина Лаленкова | Нина Рыкова                                               | Ирина Кулешова               |
| 1986   | 25/26-1-1986 | Коломна    | Наталья Артамонова  | Ирина Кулешова                                            | Светлана Быкова              |
| 1987   | 13-12-1986   | Медео      | Ирина Кулешова      | Татьяна Кабутова                                          | Ирина Фатеева                |
| 1988   | 18/19-3-1988 | Медео      | Татьяна Денисова    | Татьяна Петриди                                           | Елена Ильина                 |
| 1989   | 3/4-2-1989   | Медео      | Елена Гончарова     | Елена Ильина                                              | Марина Стрижова              |
| 1990   | 9/10-2-1990  | Коломна    | Светлана Копылова   | Татьяна Петриди                                           | Елена Гончарова              |
| 1991   | 5/6-2-1991   | Медео      | Елена Гончарова     | Оксана Равилова                                           | Наталья Андрианова           |